# Sint-Lupuspriorij (Saint-Leu-d'Esserent)

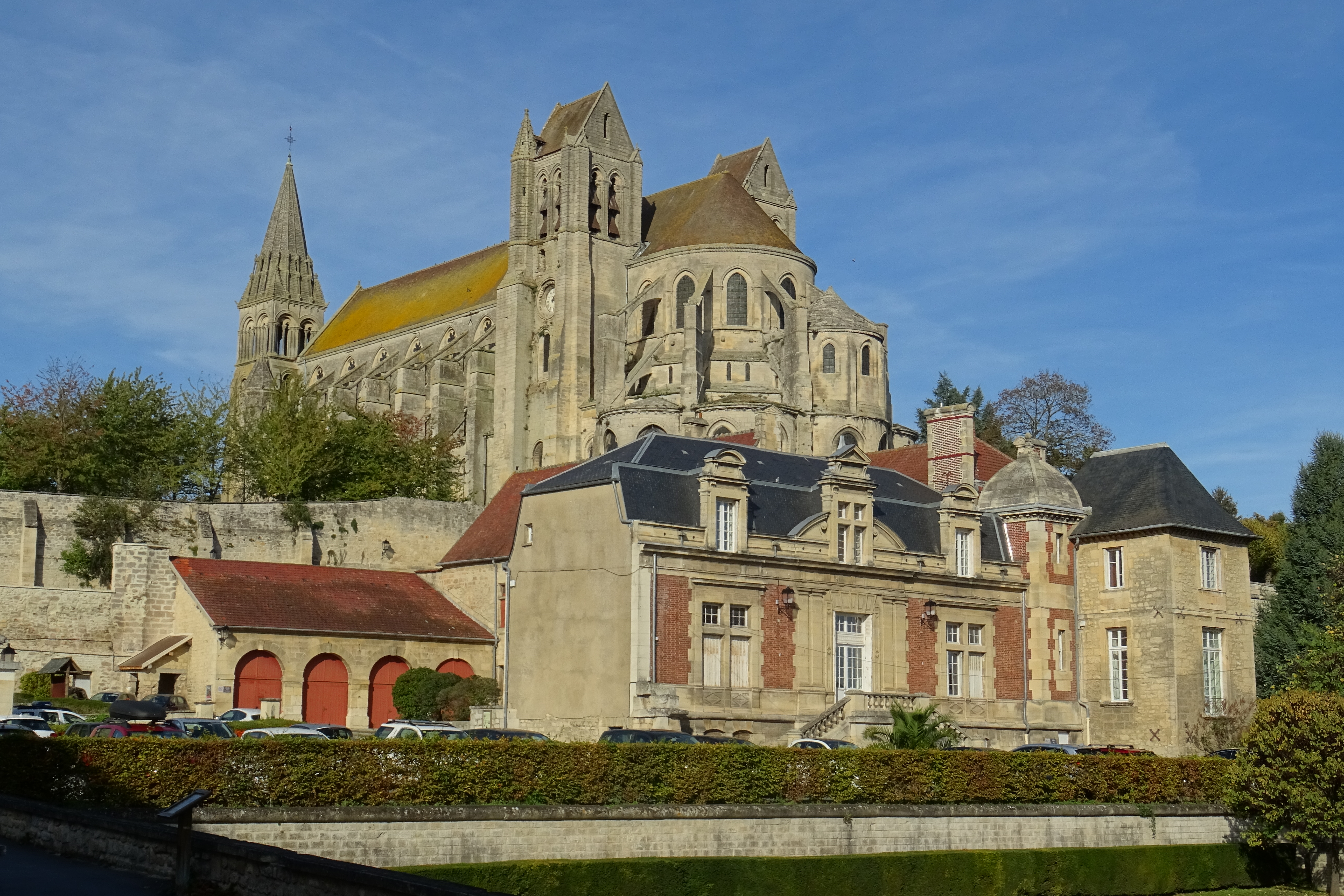
Zicht op de apsis met in de voorgrond het gemeentehuis

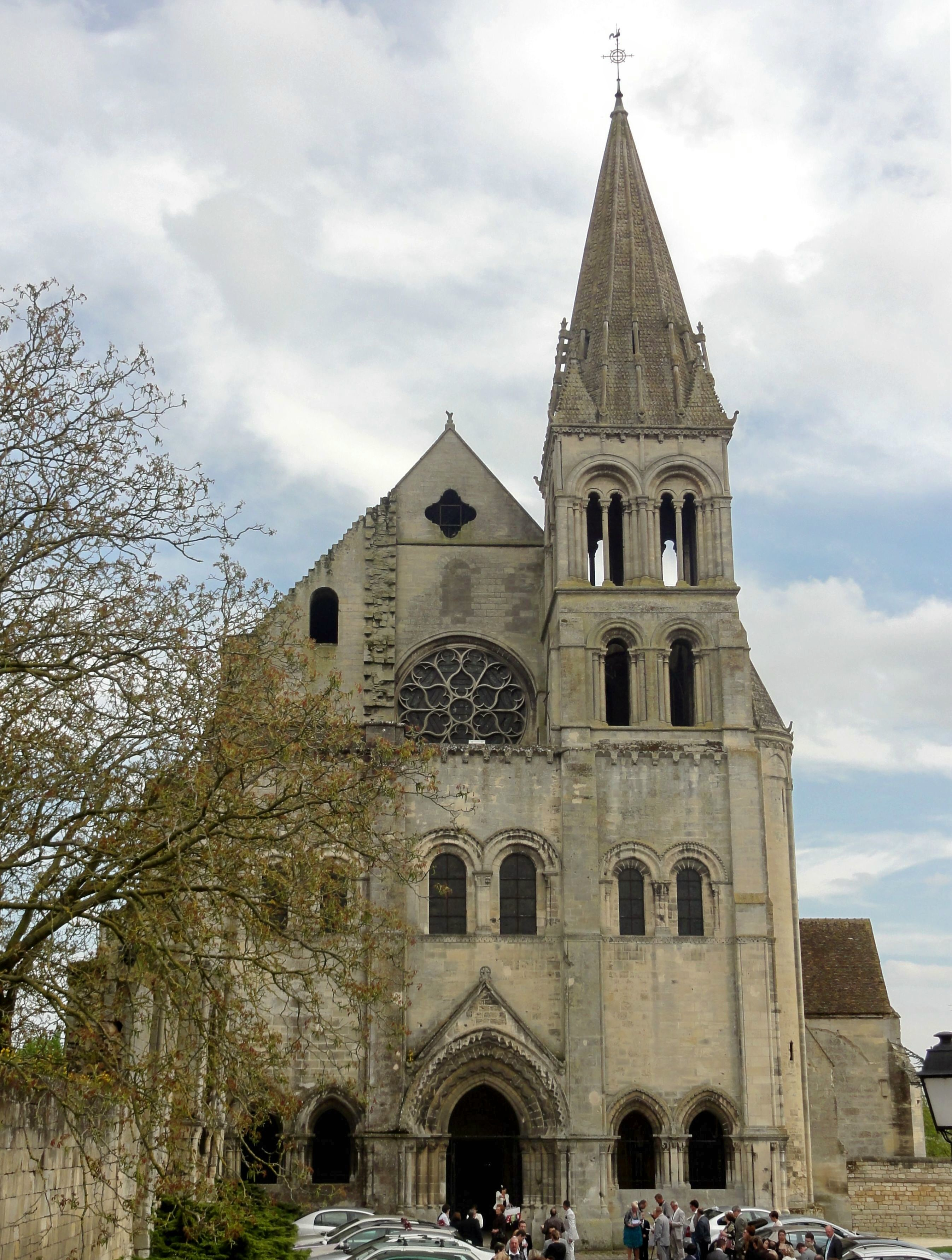
Westbouw

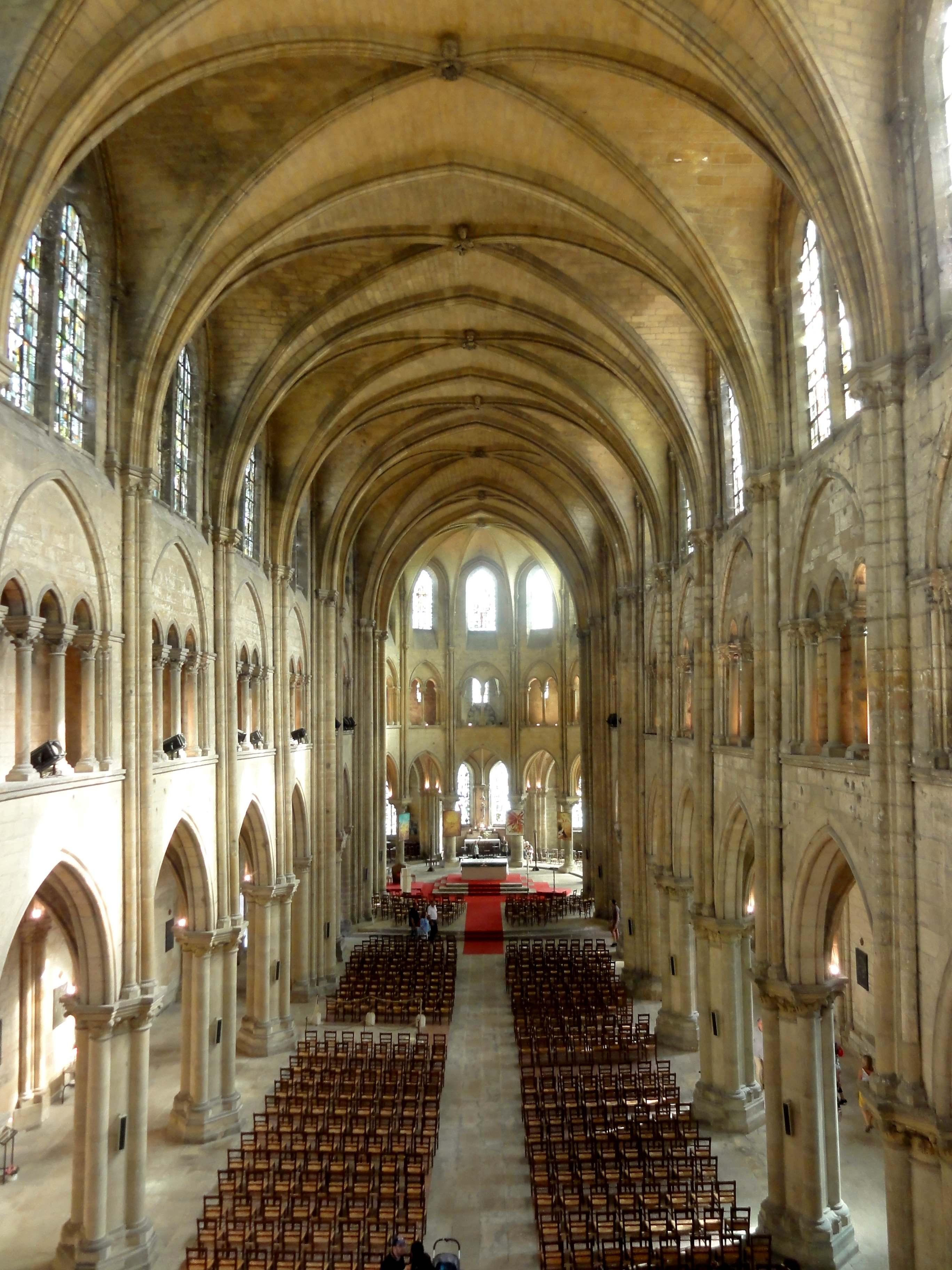
Interieur

De Sint-Lupuspriorij (Frans: prieuré Saint-Leu) is een voormalig benedictijnenklooster in Saint-Leu-d'Esserent in het Franse departement Oise, ten noorden van Parijs. De romaans-gotische kloosterkerk, gewijd aan Lupus van Sens, is bewaard en wordt sinds de Franse Revolutie alleen nog gebruikt als parochiekerk. Ook van de kloostergebouwen zijn aanzienlijke restanten geconserveerd.

## Geschiedenis
In de 11e eeuw had Esserent een parochiekerk gewijd aan Nicolaas van Myra, wat verband hield met de handelshaven op de Oise. Ze lag in het allodium van graaf Hugo I van Dammartin, die de kerk in 1081 samen met zijn andere bezittingen afstond aan bisschop Guido van Beauvais met het oog op de vestiging van een cluniacenzerpriorij. De abdij van Cluny stond toen onder Hugo de Grote op het hoogtepunt van haar uitstraling. De priorij van Esserent hing rechtstreeks van Cluny af, zonder bisschoppelijke bemoeienis. Ze lag op een hoogte aan de Oise, waar mogelijk ook een grafelijke versterking was. 
Nadat de monniken hun gondbezit in de omgeving hadden uitgebreid, begonnen ze rond 1140 een grootscheepse bouwcampagne. Eerst richtten ze de romaanse westbouw op, met een dubbele klokkentoren waarvan er slechts één werd gerealiseerd. Voor het vervolg werd een vroeggotische stijl gekozen en een grotere schaal, waartoe de as werd verlegd. Eerst werd het koor opgericht rond 1160-1170. Daarna werd de ruimte tussen deze twee elementen omstreeks 1190-1210 opgevuld door een gotisch schip. In de 13e eeuw werd nog een kapel toegevoegd tegen de tweede travee van de zuidelijke zijbeuk, maar daarna onderging de kloosterkerk praktisch geen transformaties meer. 
De priorij was een bedevaartsoord en speelde een rol in de (late) doorvoering van de gregoriaanse hervorming in de streek, maar schijnt voor de rest geen grote spirituele invloed te hebben uitgeoefend. Op het hoogtepunt eind 13e eeuw waren er 34 monniken en een honderd lekenbroeders.
Tijdens de Honderdjarige Oorlog werd het klooster in 1359 geplunderd door de Engelsen. De monniken konden de verwoesting van de kerk afkopen met losgeld, maar bij een tweede plundering in 1436 werd de westbouw in brand gestoken. Vanaf 1536 viel het klooster in commendam, waardoor veel middelen vloeiden naar de afwezige prior. In de tweede helft van de 17e eeuw moest prior François Dufour zich verantwoorden wegens verwaarlozing. Hij liet enige herstellingen verrichten voor de acht overblijvende monniken, maar begin 18e eeuw was hun aantal gezakt naar zes. 
Tijdens de Franse Revolutie werd de priorij in 1790 verkaveld. Dit betekende sloop voor een deel van de kloostergebouwen, maar de kerk bleef bewaard omdat er geen andere parochiekerk voorhanden was. Eén van de monniken nam van oudsher het ambt van pastoor waar. De gaafheid van de kerk werd gewaardeerd en zorgde ervoor dat ze in 1840 bij de eerste gebouwen van het departement was om als monument historique te worden beschermd. Door gebrek aan onderhoud was de toestand echter ronduit slecht en dreigden muren in te storten. 
De restauratie werd van 1855 tot 1912 uitgevoerd. De ingrepen van Aymar Verdier brachten weinig baat, maar Paul Selmersheim – een leerling van Viollet-le-Duc – slaagde erin de kerk te redden. Op sommige plekken ging hij nogal doortastend tewerk, bijvoorbeeld door het portiek van de westbouw te vernieuwen. In 1944 raakte de kerk beschadigd door enkele intense bombardementen die de Britten uitvoerden op de V1-fabriek van de nazi's in de ondergrondse steengroeven van Saint-Leu-d'Esserent. De naoorlogse restauratie door architect Jean-Pierre Paquet werd in 1961 afgerond.

## Beschrijving
Met een lengte van 71 meter en een gewelfhoogte van 21 meter heeft de kloosterkerk de afmetingen van een kathedraal. In het bijzonder lijkt de kathedraal van Senlis model te hebben gestaan. Architecturaal illustreert ze de overgang van de romaanse naar de gotische bouwkunst. De romaanse onderdelen bestaan hoofdzakelijk uit het westwerk, dat een narthex bevat en slechts één westtoren. Het centrale roosvenster is een 16e-eeuwse toevoeging. Gotisch zijn de kooromgang met vijf straalkapellen, de twee vierkante koortorens en het schip, dat een van de eerste was met een verlicht triforium. De kerk heeft geen dwarsbeuk.
Binnen zijn enkele werken te zien, zoals een (beschadigd) ligbeeld van graaf Reinoud van Dammartin, een stenen Sint-Nicolaasretabel uit de 14e eeuw en een doopvont uit de 16e eeuw. De brandglasramen dateren uit de 20e eeuw.

## Voetnoten
1. ↑  Annette Metzler, Saint-Leu et Saint Nicolas, Héritage Lupovicien (bezocht 9 juli 2023)
2. ↑  Delphine Hanquiez, "La nef de l'église prieurale de Saint-Leu-d'Esserent (Oise)" in: Revue archéologique de Picardie, 2005, nr. 1-2, p. 119-133. DOI:10.3406/pica.2005.2415